# Brachygastra mellifica
Brachygastra mellifica är en getingart som först beskrevs av Thomas Say 1837.  Brachygastra mellifica ingår i släktet Brachygastra och familjen getingar. Inga underarter finns listade.